# Ардашир II
Ардашир II е владетел от Сасанидската династия на Персия. Наследява Шапур II и управлява като Шаханшах („Цар на царете“) в периода 379 – 383 г.

## Произход и управление
Произходът на Ардашир II не е напълно изяснен. Вероятно би могъл да е син на Хормазд II и полубрат на Шапур II, или негов син, но това е малко вероятно. Спроред други хипотези Ардашир II е племенник на Шапур II и е син на неговия едноименен полубрат Шапур, автономен владетел на Сакастан (Систан, Синд и Туран), в югоизточната част на Сасанидската империя.
През 344 г. Ардашир е назначен от Шапур II за васален владетел на Адиабена и участва в отбраната на Месопотамия срещу римляните на император Юлиан през 363 г.
В персийската летописна традиция Ардашир II е възхваляван като справедлив и мъдър благодетел на народа, суров към домогванията на благородниците. През краткото си управление поддържа мир с римляните. Намесва се в делата на Арменското царство и преследва християните в Персия. Умира или е детрониран през 383 г., когато е наследен от Шапур III, вероятно негов племенник.